# Mistrzostwa Świata Mężczyzn w Curlingu 1975
Mistrzostwa Świata Mężczyzn w Curlingu 1975 zostały rozegrane w dniach 17–23 marca w Perth Ice Rink znajdującym się w Perth (Szkocja). Rywalizowało ze sobą 10 reprezentacji.

## Reprezentacje
| Kraj              | Reprezentanci                                                    |
| ----------------- | ---------------------------------------------------------------- |
| Dania             | John Kjaerulff, Kenneth Poulsen, Leif Gottske, Peter Haase       |
| Francja           | André Tronc, Pierre Duclos, Henri Woehrling, Honore Brangi       |
| Kanada            | Bill Tetley, Rick Lang, Bill Hodgson, Peter Hnatiw               |
| RFN               | Klaus Kanz, Manfred Rösgen, Manfred Schulze, Adalbert Mayer      |
| Norwegia          | Helmer Strømbo, Knut Bjaanaes, Jan Kolstad, Øyvinn Fløstrand     |
| Stany Zjednoczone | Ed Risling, Charles Lundgren, Gary Schnee, Dave Tellvik          |
| Szkocja           | Alex F. Torrance, Alex A. Torrance, Tom McGregor, Willie Kerr    |
| Szwajcaria        | Otto Danieli, Roland Schneider, Rolf Gautschi, Ueli Mülli        |
| Szwecja           | Ragnar Kamp, Björn Rudström, Christer Mårtensson, Axel Kamp      |
| Włochy            | Giuseppe Dal Molin, Leone Rezzadore, Franco Caldara, Enea Pavani |

## Wyniki

### Klasyfikacja końcowa
| #  | Kraj              |
| -- | ----------------- |
| 1  | Szwajcaria        |
| 2  | Stany Zjednoczone |
| 3  | Kanada            |
| 4  | Szwecja           |
| 5  | Francja           |
| 6  | Szkocja           |
| 7  | RFN               |
| 8  | Norwegia          |
| 9  | Dania             |
| 10 | Włochy            |

### Finał
|            | Wynik |                   |
| ---------- | ----- | ----------------- |
| Szwajcaria | 7 – 3 | Stany Zjednoczone |

### Półfinał
|            | Wynik |                   |
| ---------- | ----- | ----------------- |
| Szwecja    | 4 - 6 | Stany Zjednoczone |
| Szwajcaria | 6 – 5 | Kanada            |

### Round Robin
| Sesja |                   | Wynik  |            |
| ----- | ----------------- | ------ | ---------- |
| 1     | Norwegia          | 4 - 7  | Szkocja    |
|       | Stany Zjednoczone | 6 – 4  | RFN        |
|       | Dania             | 7 - 10 | Szwecja    |
|       | Kanada            | 3 - 8  | Francja    |
|       | Szwajcaria        | 5 – 3  | Włochy     |
| 2     | Stany Zjednoczone | 5 - 7  | Kanada     |
|       | Norwegia          | 5 - 7  | Szwajcaria |
|       | Francja           | 4 - 7  | RFN        |
|       | Dania             | 10 – 9 | Włochy     |
|       | Szkocja           | 7 – 5  | Szwecja    |
| 3     | Dania             | 6 - 13 | Francja    |
|       | Kanada            | 7 – 5  | Szkocja    |
|       | Norwegia          | 10 – 9 | Włochy     |
|       | Stany Zjednoczone | 5 - 10 | Szwecja    |
|       | Szwajcaria        | 12 – 5 | RFN        |
| 4     | Szwajcaria        | 3 - 5  | Szkocja    |
|       | Norwegia          | 7 – 5  | Francja    |
|       | Kanada            | 9 – 7  | Szwecja    |
|       | RFN               | 8 – 5  | Dania      |
|       | Stany Zjednoczone | 8 – 7  | Włochy     |
| 5     | Norwegia          | 9 - 11 | Szwecja    |
|       | Dania             | 2 - 11 | Szwajcaria |
|       | Francja           | 5 – 3  | Włochy     |
|       | Stany Zjednoczone | 6 – 5  | Szkocja    |
|       | Kanada            | 4 – 2  | RFN        |
| 6     | Kanada            | 8 - 6  | Szwajcaria |
|       | Włochy            | 1 - 8  | Szwecja    |
|       | Dania             | 7 - 11 | Szkocja    |
|       | Norwegia          | 6 – 2  | RFN        |
|       | Stany Zjednoczone | 11 – 3 | Francja    |
| 7     | Francja           | 7 - 9  | Szwecja    |
|       | Szkocja           | 3 - 4  | RFN        |
|       | Stany Zjednoczone | 8 – 5  | Szwajcaria |
|       | Kanada            | 8 – 2  | Włochy     |
|       | Dania             | 7 - 12 | Norwegia   |
| 8     | Włochy            | 3 - 5  | RFN        |
|       | Francja           | 9 – 4  | Szkocja    |
|       | Stany Zjednoczone | 9 – 2  | Norwegia   |
|       | Szwajcaria        | 3 - 4  | Szwecja    |
|       | Dania             | 5 - 10 | Kanada     |
| 9     | Stany Zjednoczone | 11 – 6 | Dania      |
|       | Norwegia          | 6 - 9  | Kanada     |
|       | Szwajcaria        | 9 – 3  | Francja    |
|       | Szkocja           | 6 – 3  | Włochy     |
|       | Szwecja           | 8 – 2  | RFN        |